# Grupo Paysafe
El Grupo Paysafe es un procesador de pagos basado en la Isla de Man y regulado en el Reino Unido. Es el proveedor de Netbanx y Neteller, los pagos de dinero electrónico y el servicio gratuito de transferencia de dinero de persona, así como los productos de tarjetas prepagadas por comerciantes y consumidores en más de 200 países.

## Historia
La compañía se formó a partir de la combinación de ambas empresas que fueron fundadas en 1996. En abril de 2004, recaudó cerca de $ 70.000.000 en su oferta pública inicial en la Bolsa de Londres. En noviembre de 2005, la empresa adquirió Netbanx.
En noviembre de 2008, Neteller cambia su nombre a Neovia Financial, que adquirió Optimal Payments de Montreal. A principios de 2012, la adquisición se reveló para ser una toma de control inversa con la purga de una serie de la alta gerencia junto con el presidente del consejo.
En julio de 2014, Optimal Payment PLC expandió sus intereses de Estados Unidos mediante la compra de Meritus Payment Solutions, una compañía de procesamiento de pagos basada en California y Global Merchant Advisors, con sede en los Estados Unidos en un acuerdo por valor de más de $ 235.000, con pagos óptimos para adquirir soluciones de pagos basadas para acelerar la expansión en el mercado de pagos.
En marzo de 2015, reveló que adquiriría el fabricante de la cartera electrónica Skrill, por una cuota de alrededor de 1.100 millones de euros. 
La compañía se trasladó al mercado principal de la Bolsa de Londres en diciembre de 2015. El 25 de noviembre de 2016, se traslada ambos propietarios, restringió el uso de la MasterCard a países dentro de la Zona Única de Pagos en Euros.

### Productos y servicios
El servicio procesa los pagos de tarjetas de crédito y débito no presentes y sin tarjeta para los minoristas norteamericanos, europeos y asiáticos a través de sus tiendas en línea, pedidos por correo electrónico, teléfono y canales telefónicos automatizados. El servicio ofrece tanto el procesamiento directo como la adquisición de servicios comerciales. Se proporciona a través del modelo de servicio.